# Vigarano Mainarda
Vigarano Mainarda – miejscowość i gmina we Włoszech, w regionie Emilia-Romania, w prowincji Ferrara.
Według danych na rok 2004 gminę zamieszkiwało 6589 osób, 156,9 os./km².

## Miasta partnerskie
- Salgótarján